# Маквил (Кентаки)
Маквил (енгл. Mackville) град је у америчкој савезној држави Кентаки.

## Демографија
По попису из 2010. године број становника је 222, што је 16 (7,8%) становника више него 2000. године.
| Група             | 2000.       | 2010.       |
| Белци             | 199 (96,6%) | 213 (95,9%) |
| Афроамериканци    | 6 (2,9%)    | 0 (0,0%)    |
| Азијати           | 0 (0,0%)    | 0 (0,0%)    |
| Хиспаноамериканци | 0 (0,0%)    | 0 (0,0%)    |
| Укупно            | 206         | 222         |